# Port d'Hanko
Le port d'Hanko (finnois : Hangon satama, LOCODE:FI HKO) est un port de la mer Baltique situé dans la ville d'Hanko, sur la côte sud de la Finlande.

## Activités
Le port de Hanko est spécialisé dans le trafic hybride de fret rapide et de passagers, avec de grands opérateurs comme Transfennica (fi), Finnlines et DFDS.
Transfennica est le plus important utilisateur du port.
En janvier 2018, Finnlines a annoncé qu'elle transférerait le trafic régulier de Rostock au port de Hanko.
DFDS Seaways circule avec le  M/S Sailor entre Hanko et Paldiski.
Parmi les principales catégories de marchandises importées figurent les voitures et autres véhicules, tandis que les exportations se composent principalement de produits des industries forestière et papetière.
En 2020, les liaisons régulières sont:
| Transporteur | Navire    | Rotation         | Destination                | Type        |
| ------------ | --------- | ---------------- | -------------------------- | ----------- |
| EML          | plusieurs | 1 x hebdomadaire | Gdansk/Newcastle           | voitures    |
| KESS         | plusieurs | 1 x hebdomadaire | Bremerhaven/Malmö          | voitures    |
| UECC         | plusieurs | 1 x hebdomadaire | Saint-Pétersbourg/Cuxhaven | voitures    |
| Transfennica | plusieurs | 1 x hebdomadaire | Saint-Pétersbourg          | Roro, storo |
| Transfennica | plusieurs | 1 x hebdomadaire | Gdynia                     | Roro, storo |
| Transfennica | plusieurs | 6 x hebdomadaire | Lübeck                     | Roro/storo  |
| Transfennica | plusieurs | 3 x hebdomadaire | Anvers                     | Roro/storo  |
| Transfennica | plusieurs | 2 x hebdomadaire | Paldiski                   | Roro/storo  |
| Transfennica | plusieurs | 1 x hebdomadaire | Tilbury                    | Roro/storo  |
| Finnlines    | plusieurs | 4 x hebdomadaire | Rostock                    | Roro        |
| Finnlines    | 1         | 3 x hebdomadaire | Gdynia                     | Roro        |

## Organisation
Le port est localisé presque à la pointe de la péninsule de Hanko, c'est le plus méridional de tous les ports finlandais. [2]
Le port d'Hanko est composé de trois parties: le port Ouest, le port extérieur et le port de  Koverhar.

### Port ouest (Länsisatama)
Le port de l'ouest offre de 5 quais pour rouliers, d'une profondeur de 6,8 à 14,0 mètres.
| Équipement   | Longueur | Profondeur |
| ------------ | -------- | ---------- |
| quai RORO 1  | 245 m    | 14 m       |
| quai RORO 2  | 230 m    | 10,1 m     |
| quai RORO 3  | 245 m    | 10,1 m     |
| quai RORO 4  | 160 m    | 10,1 m     |
| quai RORO 5  | 210 m    | 8,6 m      |
| autres quais | 110 m    | 6,8 m      |

### Port extérieur (Ulkosatama)
Le port exterieur est principalement utilisé pour importer et stocker des véhicules dans une zone de libre-échange; 
Il dispose de 2 quais soit une longueur totale de 366 mètres pour une profondeur de 7,8 à 10,5 mètres.
| Équipement | Longueur | Profondeur |
| ---------- | -------- | ---------- |
| quai OH 1  | 196 m    | 10,5 m     |
| quai OH 2  | 170 m    | 7,8 m      |

Le port offre aussi des espaces de stockage couverts: 21 000 m2 (Suomen Vapaasatama Oy), 2400 m2  (Hangö Stevedoring Oy Ab) et ouverts : 620 000 m2 (Suomen Vapaasatama Oy).

### Port de Koverha (Koverharin satama)
Il est spécialisé pour les cargaisons en vrac.
Il dispose de 2 quais pour une longueur totale 367 mètres et une profondeur de 9,0 à 11,0 mètres.
| Équipement | Longueur | Profondeur |
| ---------- | -------- | ---------- |
| quai KOV 1 | 250 m    | 11 m       |
| quai KOV 2 | 117 m    | 9 m        |